# هربرت كرايغ
هربرت كرايغ (بالإنجليزية: Herbert James Craig)‏ هو سياسي بريطاني (وحمل سابقاً جنسية المملكة المتحدة لبريطانيا العظمى وأيرلندا)، ولد في 30 سبتمبر 1869، وتوفي في 18 مارس 1934. حزبياً، نشط في الحزب الليبرالي. في الانتخابات العامة في المملكة المتحدة 1906 ‏، انتخب عضو برلمان المملكة المتحدة الـ28 عن دائرة تاينموث (12 يناير 1906 – 10 يناير 1910) وفي الانتخابات العمومية البريطانية في يناير 1910 ‏، انتخب عضو برلمان المملكة المتحدة الـ29 عن دائرة تاينموث (15 يناير 1910 – 28 نوفمبر 1910) وفي الانتخابات العمومية البريطانية في ديسمبر 1910 ‏، انتخب عضو برلمان المملكة المتحدة الـ30 عن دائرة تاينموث (3 ديسمبر 1910 – 25 نوفمبر 1918).